# Пердика II
Вижте пояснителната страница за други личности с името Пердика.
Пердика II (на старогръцки: Περδίκκας) е през 450/454–413 г. пр. Хр. цар на Древна Македония от династията Аргеади.
Той е най-малкият син на Александър I и брат на Алкет II, на Филип и Стратоника. След като неговият син Архелай убил неговия брат Алкет и неговия син Александър, Пердика изгонва своя брат Филип и се възкачва на трона на царството Македония.

## Битка при Потидая
В началото на неговото управление Пердика II е съюзник на Атина. След отпадането на Потидея от Атинския морски съюз по времето на Пелопонеската война Атина се съюзява с противниците на Пердика, неговия брат Филип и с Дердас от Елимия. Затова той подпомага на Потидея и на другите халкидийски градове. През 432 г. пр. Хр. Атина изпраща генерал Архестрат в Македония. Той тръгва заедно с Филип и братята на Дердас против Пердика в битката при Потидея. Те завладяват Терме и когато обсаждат Пидна, Пердика слкючва с тях съюз. Когато Архестрат тръгва да завладява Потидея, македоните отпадат и помагат на Аристей и Потидея.

## Война с траките
През следващата година Ситалк, царят на траките, помага в преговорите между Атина и Македония и се стига до нов съюз. Пердика получава обратно град Терме и изпраща затова оръжейна помощ на Формион против Халкидиките. Но тайно Пердика помага на Пелопонесианците и изпраща 1000 македони в Аргос в бой против Акарнания.
През 429 г. пр. Хр. Ситалк събира войска от 150 000 души и тръгва против Македония, за да постави на трона Аминта, синът на Филип, братът на Пердика. Македоните се оттеглят в окрепените градове. Така траките завладяват Eidomene, Гортиния и Аталанте и опустошават други части на страната. Понеже обещаната помощ от Атина не идва, Ситалк започва преговори с Пердика и се обръща против Халкидики. Пердика обещава на Севт I, племенникът на Ситалк, своята сестра Стратоника за жена, ако Ситалк прекрати експедицията си. Понеже хранителните припаси намаляли и зимата започвала, той се съгласява и Севт се жени по-късно за Стратоника.

## Бразидв Македония
През 424 г. пр. Хр. спартанците изпрашат Бразид с войска като помощ на македоните. Първото, което искал Пердика е да се освободи от Архабай I, царят на македонските Линкестийци. Още преди да се стигне до битка, Бразид започва преговори с Архабай и те се съюзяват. Пердика се чувствал излъган.
Пердика умира през 413 г. пр. Хр. Той е последван на трона в Македония от родния му син Архелай I.